# Музей борьбы за Македонию (Скопье)
Музей борьбы за Македонию (макед. Музејот на македонската борба за самостојност) — национальный музей Северной Македонии, расположенный в столице городе Скопье. Строительство музея началось 11 июня 2008 года, и он был открыт для общественности по случаю 20-летия провозглашения независимости 8 сентября 2011. Здание находится между музеем археологии (в стадии строительства), музеем Холокоста в Северной Македонии, Каменным мостом и рекой Вардар.

Экспозиция охватывает период от начала движения сопротивления против османского господства до провозглашения независимости от Югославии на референдуме 8 сентября 1991 года. На экскурсиях посетители через 13 выставок закачивают посещение музея перед оригиналом Декларации независимости 1991 года .

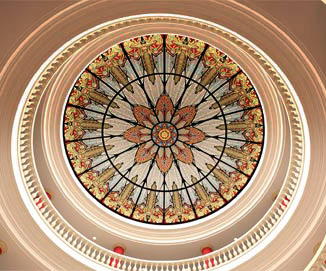
Главный витражный купол в музее
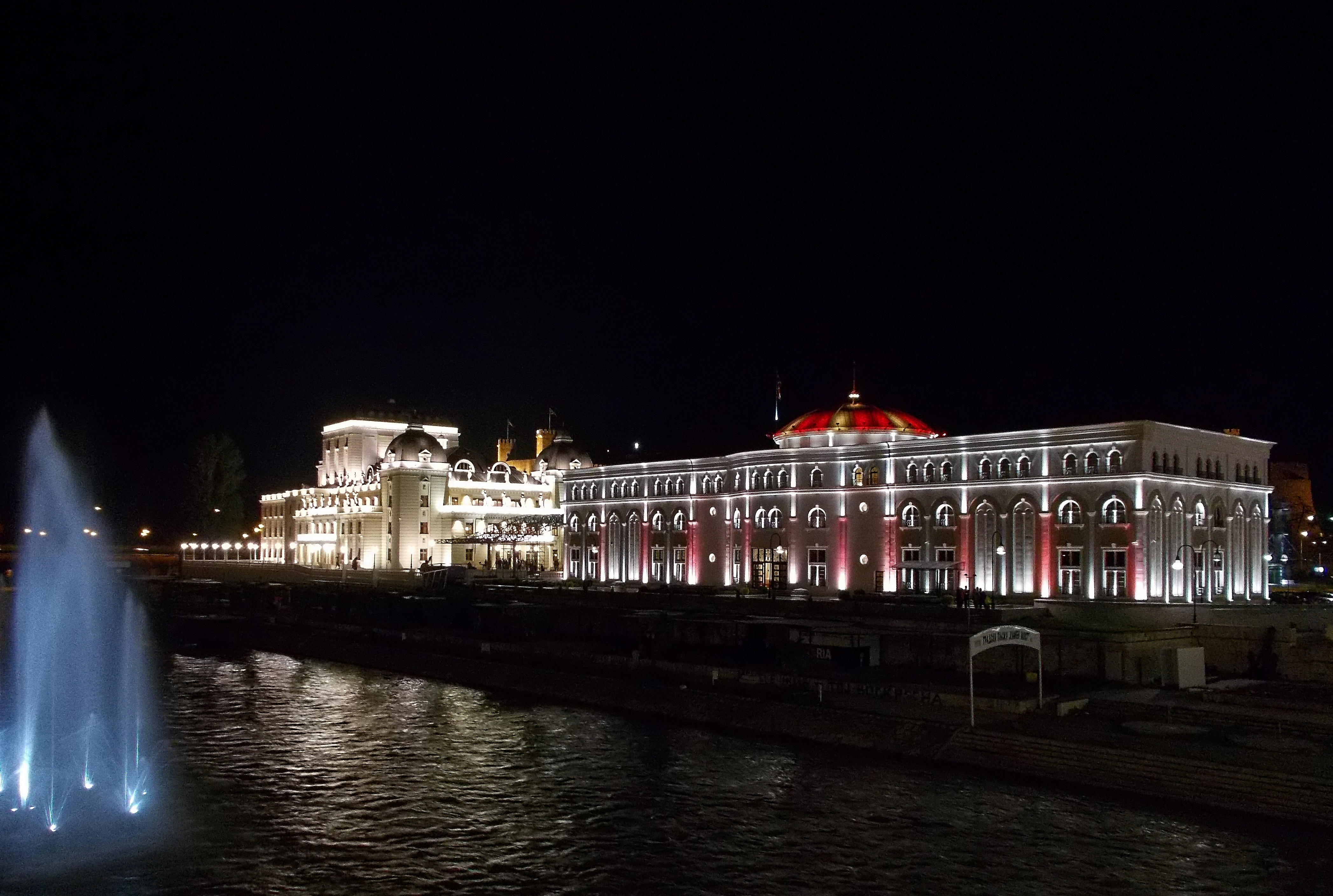
Музей ночью, 2014
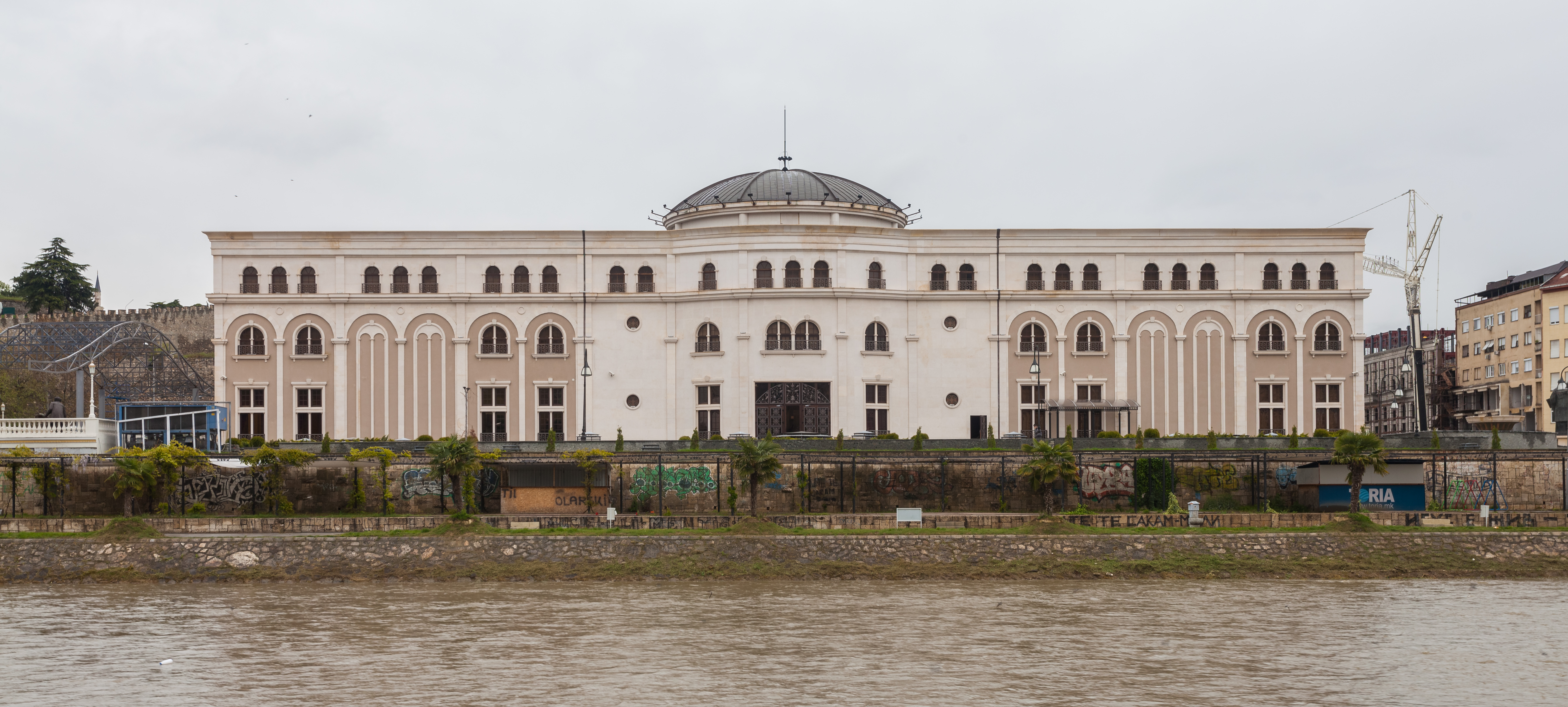
Вид с другой стороны
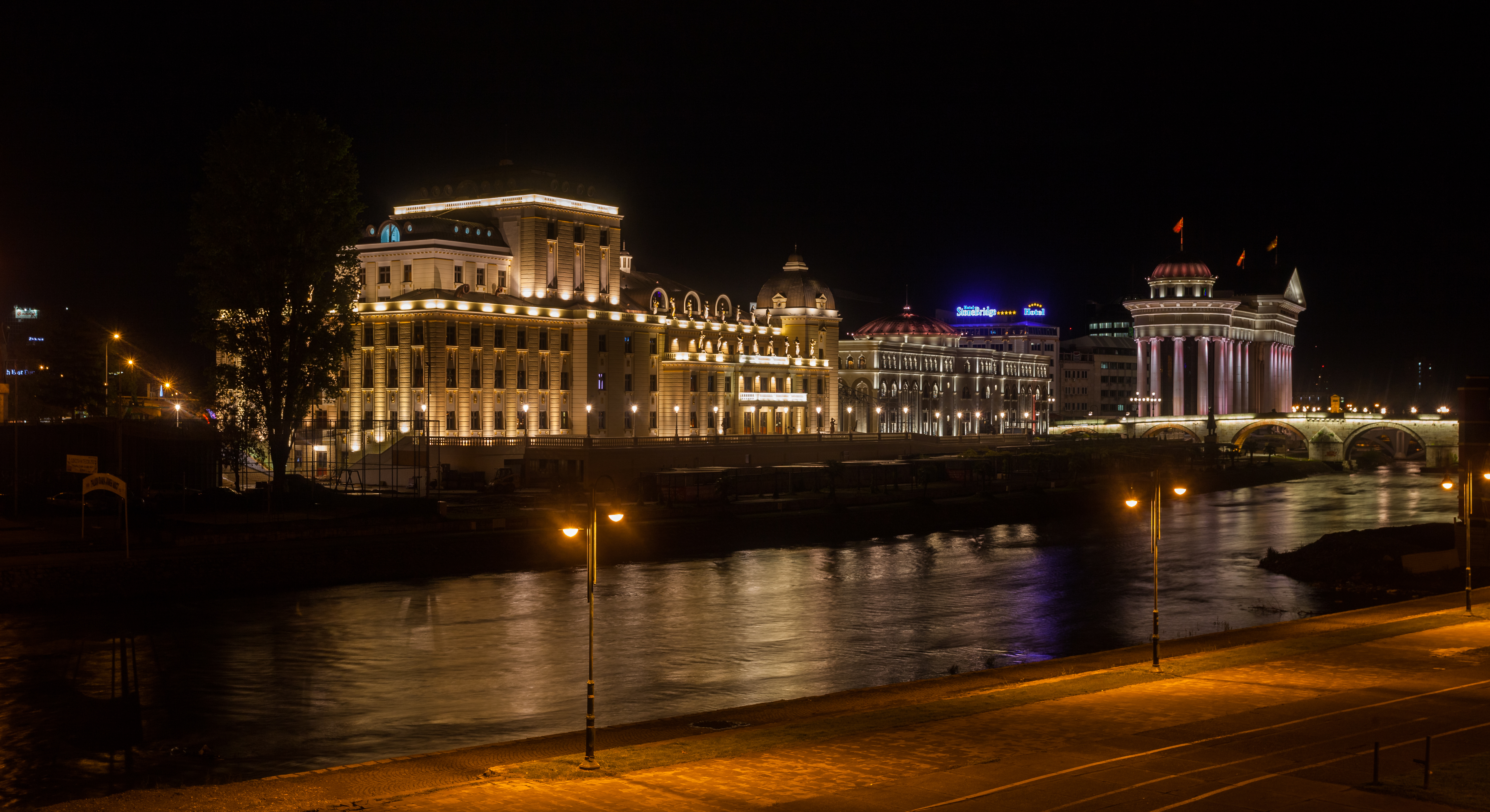
Ночной вид на музей и Национальный театр